# Festung Komorn

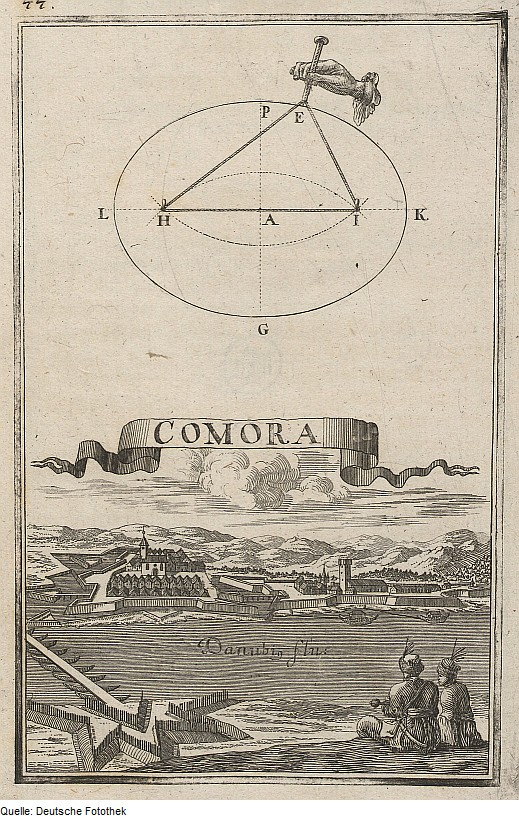
Festung Komorn (nach einem Stich von Anton Ernst Burkhard von Birckenstein aus dem Jahre 1698)

Die Festung Komorn ist eine alte Festung am Zusammenfluss der Donau und der Waag.

## Geschichte
Die Festung liegt im heutigen Stadtgebiet von Komorn am linken Donauufer, welches seit 1920 zur Tschecho-Slowakei (heute Slowakei) gehört. Sie hatte in der Vergangenheit große strategische Bedeutung und war die größte Festung im damaligen Österreich-Ungarn.
Im Zuge der Ausweitung des osmanischen Machtbereiches im 16. Jahrhundert geriet die Stadt Komorn ins Grenzgebiet der Habsburgermonarchie. Auf den Grundmauern einer mittelalterlichen Burg begann man 1546 nach Plänen des italienischen Baumeisters Pietro Ferrabosco und des Elsässers Daniel Specklin mit dem Bau der sog. „Alten“ Festung. Die Festung wurde am Zusammenfluss der Donau und der Waag errichtet und sollte Schutz gegen das weitere Vordringen der Türken in das von den Habsburgern beherrschte Ungarn bieten. 1526 begann die Invasion des Osmanischen Reiches in Ungarn. In der Schlacht bei Mohács am 29. August 1526 wurde das ungarische Heer von den Türken vernichtend geschlagen. Die Osmanen drangen rasch in das ungeschützte Land ein. 1541 wurde Ofen von den Türken besetzt.
Die Festung bewährte sich, als 1594 die Osmanen mit einem 100 000 Mann starken Heer versuchten die Stadt Komorn erfolglos einzunehmen. Zwischen den Jahren 1673 und 1683 wurde die Festung verstärkt. Die Alte Festung hatte fünf Basteien und zwei Innenhöfe, umgeben von kasemattenähnlichen Bauten die für die Unterbringung der Wachmannschaften bestimmt waren. Die Festung war mit einem Wassergraben umgeben. Und es gab zur Festung nur einen Zugang durch das sog. Ferdinandtor.
Nachdem die Türken im Jahre 1663 das nahegelegene Neuhäusel eroberten entschloss man sich zum Bau einer „Neuen“ Festung in Komorn. Mit den Bauarbeiten wurde der Baumeister Franz Wymes beauftragt, die Arbeiten wurden im Jahre 1673 abgeschlossen. Die Neue Festung hatte fünf Basteien und war über die beiden östlichen Basteien mit der Alten Festung verbunden. Der Hauptzugang war über das gut bewachte Leopoldtor möglich. Auch die Neue Festung wurde von einem breiten Wassergraben umgeben. Die Spitze der westlichen Bastei der Neuen Festung trägt die Aufschrift: NEC ARTE, NEC MARTE (dt. „Weder mit List noch mit Gewalt“). Diese Worte charakterisieren in vollem Maße den für die damalige Zeit so vollkommenen, uneinnehmbaren Fortifikationskomplex. Und tatsächlich konnte die Festung Komorn von den Osmanen niemals eingenommen werden.
In späterer Zeit erhielten die beiden Festungen den Namen „Zitadelle“.

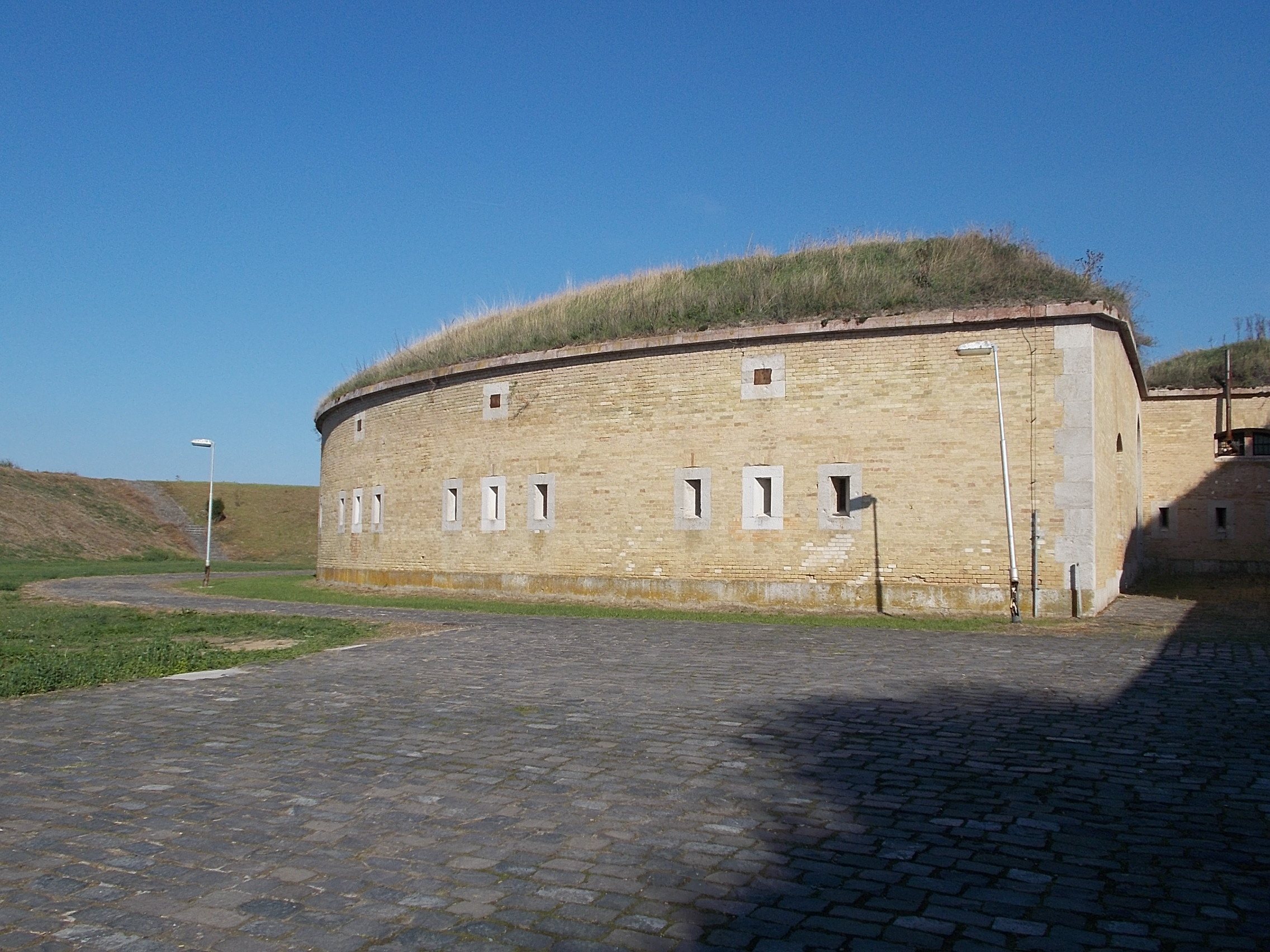
Festung Komorn, nördliches Rondell

1682 wurde die Festung durch Hochwasser stark beschädigt. Kaiser Leopold I. befahl die Wiederherstellung und die notwendigen Reparaturarbeiten. 1683 wurde die Festung Komorn durch das Heer von Emmerich Thököly belagert, konnte von diesem jedoch nicht eingenommen werden. Nach der Niederlage des Osmanischen Heeres bei Wien im Jahre 1683 verlor die Festung, als Grenzbastion ihre strategische Bedeutung.
Ein Erdbeben im Jahre 1783, dessen Epizentrum unweit der Festung war, verursachte große Schäden an der Festung und besiegelte somit ihr Schicksal. Die Generalität der damaligen Zeit beschloss die Festung aufzugeben, da sich eine Reparatur nicht mehr lohnte. Das Grundstück der Festung schenkte Kaiser Joseph II. der Stadt und die Gebäude wurden im Jahre 1784 in einer Versteigerung an den Meistbietenden verkauft.
In den Napoleonischen Kriegen erlangte die Festung neue strategische Bedeutung und wurde für militärische Zwecke abermals interessant. Im Jahre 1808 wurde die Festung wieder für das Militär hergerichtet. 1810 baute man in einem der Höfe eine neue Kaserne.
In der Revolution und anschließenden Ungarischen Unabhängigkeitskrieg 1848/1849 spielte die Festung Komorn eine bedeutende Rolle. Die Festung Komorn, die von den ungarischen Revolutionstruppen unter General Klapka gehalten wurde, ist mehrmals belagert worden. Nach der dritten Schlacht um Komorn wurde Klapkas Armee eingeschlossen. Die letzte Belagerung von Komorn begann am 13. Juli 1849, die ungarische Garnison sah sich nach mehreren Monaten genötigt, sich zu ergeben. Die Festung wurde am 2. Oktober 1849 an die siegreichen Österreicher übergeben.

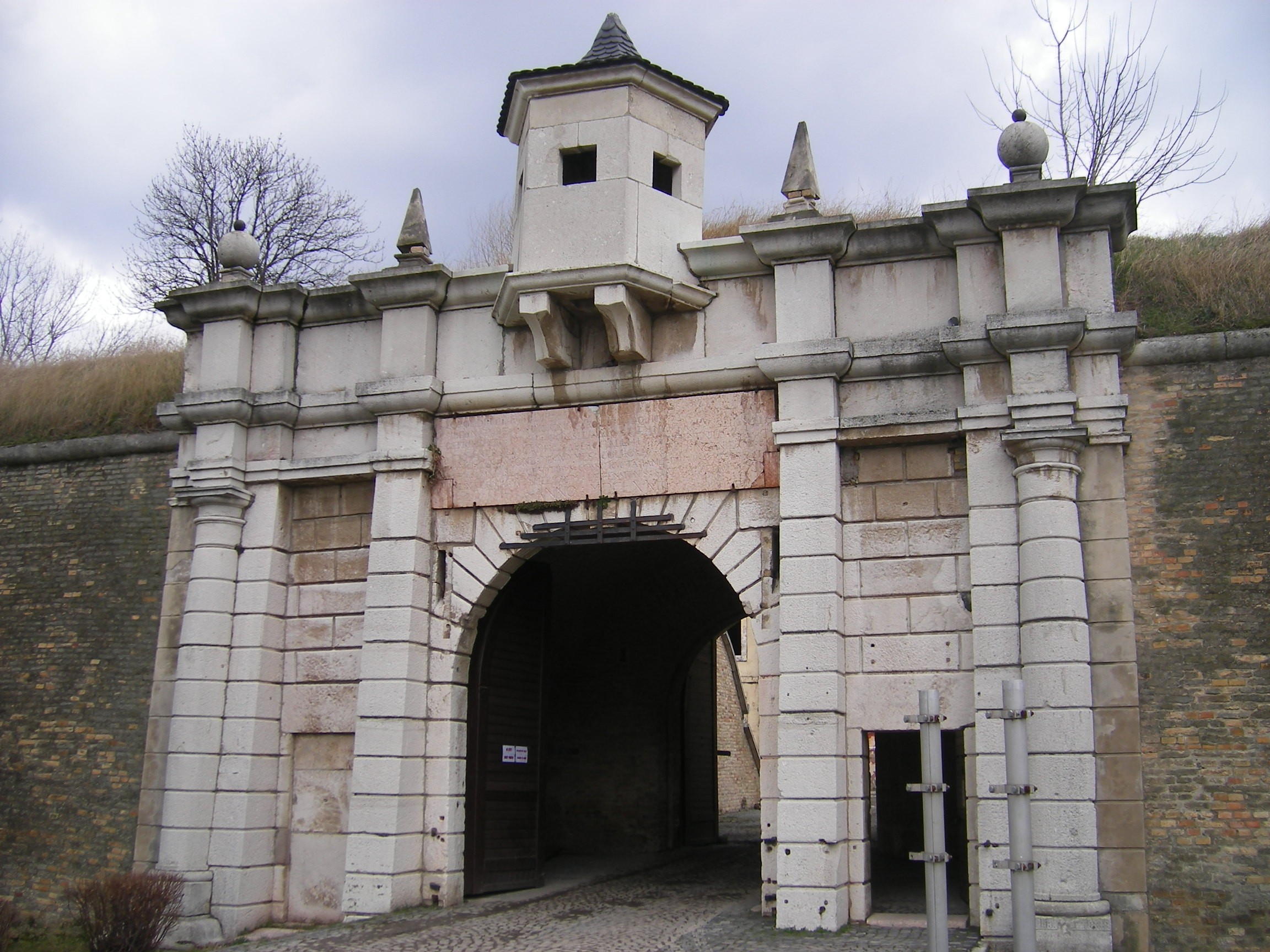
Das Leopoldtor an der Neuen Festung

Bis zum Ende des 19. Jahrhunderts wurde in Komorn das größte Fortifikationssystem der Österreichisch-Ungarischen Monarchie ausgebaut und wurde 1914/1915 nach dem in Frieden festgelegten Ausrüstungsgeneralentwurf feldmäßig befestigt. Die Festung wurde jedoch in den Folgejahren in keinerlei Kampfhandlungen verwickelt. Anfang Januar 1918 erfolgte die offizielle Auflassung der k.u.k. Festung Komorn. Am Ende des Ersten Weltkrieges hatte sie keinerlei strategische Bedeutung mehr.
Nach dem Zusammenbruch der Donaumonarchie kam die am linken Donauufer liegende Festung gemäß Vertrag von Trianon an die neu gegründete Tschecho-Slowakische Republik. In der Festung Komorn wurden Kasernen für die Tschecho-Slowakische Armee eingerichtet. Nach der Okkupation der Tschechoslowakei durch Truppen des Warschauer Paktes im Jahre 1968 wurden in der Festung Soldaten der Roten Armee einquartiert. Nach der „Samtenen Revolution“ und dem Abzug der Sowjets wurde die Festung zwischen 1993 und 2003 von der Armee der Slowakischen Republik genutzt.
Im Jahre 2003 wurde die Alte und die Neue Festung von der Stadt Komorn gekauft, um entsprechende Rekonstruktionsarbeiten durchzuführen und somit das historische Ambiente zu erhalten und das Objekt der Öffentlichkeit zugänglich zu machen.